# Stal Gorzów Wielkopolski (żużel) w sezonie 2014
Sezon 2014 był 48. Stali Gorzów Wielkopolski w ekstralidze i 67. w historii klubu.

## Rozgrywki

### Statystyki
Zasady klasyfikacji: minimum 1 start w rozgrywkach ekstraligi w sezonie 2014.
| Msc. | Żużlowiec              | Wiek | M. | B. | Pkt. | Bon. | Razem | Śr. bieg. | KSM |
| ---- | ---------------------- | ---- | -- | -- | ---- | ---- | ----- | --------- | --- |
| 2    | Krzysztof Kasprzak     | 30   | 16 | 87 | 190  | 11   | 201   | 2,310     | –   |
| 11   | Niels-Kristian Iversen | 32   | 13 | 61 | 121  | 7    | 128   | 2,098     | –   |
| 14   | Bartosz Zmarzlik       | 19   | 18 | 91 | 175  | 12   | 187   | 2,055     | –   |
| 19   | Matej Žagar            | 31   | 18 | 93 | 157  | 17   | 174   | 1,871     | –   |
| 39   | Piotr Świderski        | 31   | 18 | 79 | 95   | 20   | 115   | 1,456     | –   |
| 41   | Linus Sundström        | 24   | 14 | 49 | 57   | 10   | 67    | 1,367     | –   |
| 49   | Adrian Cyfer           | 19   | 18 | 61 | 59   | 12   | 71    | 1,164     | –   |
| nsk  | Tomasz Gapiński        | 32   | 6  | 22 | 23   | 4    | 27    | 1,227     | –   |

Wiek według roku urodzenia. Żużlowcy do 21 lat - młodzieżowcy (inaczej juniorzy),
M. - liczba meczów, B. - liczba biegów, Pkt. - liczba punktów, Bon. - liczba bonusów,
Razem - suma Pkt. i Bon., Śr. bieg. - iloraz Razem przez B., KSM - iloczyn Śr. bieg. bez Bon. razy 4,
Msc. - miejsce na liście klasyfikacyjnej, nsk - żużlowiec niesklasyfikowany

### Enea Ekstraliga
| 1 runda 13 kwietnia 2014 | Betard Sparta Wrocław | 40:50 | Stal Gorzów Wielkopolski | Stadion Olimpijski we Wrocławiu Widzów: 8 500 Sędzia: Krzysztof Meyze |
| 1 runda 13 kwietnia 2014 | 9. Woffinden 8 (3,2,0,0,3,0) 10. Batchelor 2 (0,1,1,–,–) 11. Jędrzejak 9 (1,3,2,2,1) 12. Pavlic 4 (0,2,0,2) 13. Janowski 13 (3,3,1,1,2,3) 14. Malitowski 3 (2,1,0) 15. Dolny 1 (1,u,0) | 40:50 | 1. Žagar 10 (2,1,3,3,1) 2. Sundström 5 (1,0,2,2,–) 3. Kasprzak 10 (3,w,2,3,2) 4. Świderski 10 (2,2,3,d,3) 5. Iversen 7 (2,3,1,1) 6. Cyfer 1 (0,0,1) 7. Zmarzlik 7 (3,1,3,0) | Stadion Olimpijski we Wrocławiu Widzów: 8 500 Sędzia: Krzysztof Meyze |

| 2 runda 20 kwietnia 2014 | Stal Gorzów Wielkopolski | 57:33 | Fogo Unia Leszno | Stadion im. Edwarda Jancarza Widzów: 14 000 Sędzia: Leszek Demski |
| 2 runda 20 kwietnia 2014 | 9. Kasprzak 13 (2,3,3,3,2) 10. Świderski 5 (1,1,1,2) 11. Žagar 10 (3,2,1,2,2) 12. Sundström 2 (1,1,0,–) 13. Iversen 14 (2,3,3,3,3) 14. Cyfer 1 (1,d,0) 15. Zmarzlik 12 (3,3,1,2,3) | 57:33 | 1. N. Pedersen 11 (3,3,0,1,3,1) 2. Michelsen 0 (0,–,–,–) 3. Prz. Pawlicki 3 (2,0,1,0) 4. Zengota 5 (0,2,2,1,0) 5. Bjerre 6 (0,2,3,0,0,1) 6. Musielak 0 (t,0,–) 7. Pi. Pawlicki 8 (2,1,2,2,1,d) | Stadion im. Edwarda Jancarza Widzów: 14 000 Sędzia: Leszek Demski |

| 3 runda 4 maja 2014 | Grupa Azoty Unia Tarnów | 59:31 | Stal Gorzów Wielkopolski | Stadion Miejski Jaskółcze Gniazdo w Tarnowie Widzów: 13 000 Sędzia: Marek Wojaczek |
| 3 runda 4 maja 2014 | 9. Vaculík 13 (3,3,3,3,1) 10. Buczkowski 5 (2,2,0,0,1) 11. A. Łaguta 10 (2,3,2,3,–) 12. Hancock 10 (3,2,3,2,0) 13. Kołodziej 8 (3,1,1,3) 14. Koza 5 (1,3,1) 15. K. Gomólski 8 (2,2,2,2) | 59:31 | 1. Kasprzak 11 (1,1,3,2,2,2) 2. Świderski 2 (0,0,–,2,0) 3. Žagar 8 (1,2,d,1,1,3) 4. Sundström 0 (0,0,–,–) 5. Iversen 6 (1,t,1,1,3) 6. Cyfer 4 (3,1,0,0) 7. Zmarzlik 0 (w,0,d,0) | Stadion Miejski Jaskółcze Gniazdo w Tarnowie Widzów: 13 000 Sędzia: Marek Wojaczek |

| 4 runda 11 maja 2014 | Stal Gorzów Wielkopolski | 60:30 | Renault Zdunek Wybrzeże Gdańsk | Stadion im. Edwarda Jancarza Widzów: 13 500 Sędzia: Grzegorz Sokołowski |
| 4 runda 11 maja 2014 | 9. Sundström 11 (1,2,3,2,3) 10. Świderski 10 (3,1,2,2,2) 11. Žagar 9 (3,3,–,3,–) 12. Gapiński 5 (1,2,1,1) 13. Iversen 9 (3,3,2,–,1) 14. Cyfer 5 (2,1,2,0) 15. Zmarzlik 11 (3,1,3,1,3) | 60:30 | 1. Mroczka 6 (2,1,w,2,1) 2. M. Szymko 1 (0,0,1,w) 3. Lindgren 7 (2,2,0,3,d) 4. Gafurow 1 (0,0,1,0) 5. Jonasson 10 (2,w,3,3,2) 6. Pieszczek 5 (1,3,w,1,0) 7. Kossakowski 0 (0,0,–) | Stadion im. Edwarda Jancarza Widzów: 13 500 Sędzia: Grzegorz Sokołowski |

| 5 runda 25 maja 2014 | Unibax Toruń | 55:35 | Stal Gorzów Wielkopolski | Motoarena Toruń im. Mariana Rosego Widzów: 11 500 Sędzia: Artur Kuśmierz |
| 5 runda 25 maja 2014 | 9. Ch. Holder 7 (1,3,2,1) 10. Ward 8 (3,2,1,2,0) 11. Sajfutdinow 12 (2,2,2,3,3) 12. Miedziński 10 (3,3,w,3,1) 13. T. Gollob 11 (3,0,3,3,2) 14. O. Fajfer 3 (1,1,1) 15. Przedpełski 4 (2,0,2) | 55:35 | 1. Žagar 9 (2,1,1,2,3) 2. Sundström 0 (0,0,–,–) 3. Świderski 7 (d,3,0,3,1,0) 4. Gapiński 3 (1,2,0,0) 5. Iversen 8 (1,0,3,0,2,2) 6. Cyfer 0 (0,–,0) 7. Zmarzlik 8 (3,2,1,1,1) | Motoarena Toruń im. Mariana Rosego Widzów: 11 500 Sędzia: Artur Kuśmierz |

| 6 runda 1 czerwca 2014 | SPAR Falubaz Zielona Góra | 50:40 | Stal Gorzów Wielkopolski | Stadion żużlowy w Zielonej Górze Widzów: 15 000 Sędzia: Krzysztof Meyze |
| 6 runda 1 czerwca 2014 | 9. Dudek 10 (1,3,1,2,3) 10. Łoktajew 9 (3,2,3,1,0) 11. Protasiewicz 10 (3,1,1,3,2) 12. Jonsson 6 (2,0,3,1) 13. Hampel 12 (3,3,3,2,1) 14. Adamczewski 2 (2,w,0) 15. Strzelec 1 (1,0,0) | 50:40 | 1. Žagar 7 (0,3,1,0,1,2) 2. Kasprzak 15 (2,2,2,3,3,3) 3. Sundström 2 (0,2,0,–) 4. Świderski 5 (1,1,2,0,1) 5. Iversen 2 (2,d,0,–) 6. Cyfer 1 (0,1,–) 7. Zmarzlik 8 (3,1,2,2,0) | Stadion żużlowy w Zielonej Górze Widzów: 15 000 Sędzia: Krzysztof Meyze |

| 7 runda 8 czerwca 2014 | Stal Gorzów Wielkopolski | 50:40 | KantorOnline Włókniarz Częstochowa | Stadion im. Edwarda Jancarza Widzów: 14 000 Sędzia: Wojciech Grodzki |
| 7 runda 8 czerwca 2014 | 9. Kasprzak 8 (3,2,2,1,d) 10. Świderski 7 (2,1,1,1,2) 11. Žagar 10 (2,1,2,3,2) 12. Gapiński 0 (0,0,–,–) 13. Iversen 9 (t,1,3,2,3) 14. Cyfer 4 (1,1,0,2) 15. Zmarzlik 12 (3,3,0,3,3) | 50:40 | 1. Szombierski 0 (0,–,–,d) 2. M. Jabłoński 6 (1,2,2,0,1) 3. Walasek 18 (3,3,3,3,3,3) 4. Jepsen Jensen 3 (1,2,0,0,–) 5. Kildemand 8 (2,3,w,2,0,1) 6. Czaja 4 (2,0,1,1) 7. Malczewski 1 (d,0,1) | Stadion im. Edwarda Jancarza Widzów: 14 000 Sędzia: Wojciech Grodzki |

| 8 runda 15 czerwca 2014 | KantorOnline Włókniarz Częstochowa | 42:48 | Stal Gorzów Wielkopolski | Arena Częstochowa Widzów: 8 000 Sędzia: Piotr Lis |
| 8 runda 15 czerwca 2014 | 9. G. Łaguta 12 (3,2,3,2,2) 10. Holta 4 (2,0,2,0) 11. Kildemand 12 (3,3,3,w,3,0) 12. M. Jabłoński 2 (1,1,0,d) 13. Walasek 9 (2,3,1,2,1) 14. Łęgowik 1 (0,0,1) 15. Czaja 2 (2,0,0) | 42:48 | 1. Kasprzak 8 (d,2,3,2,1) 2. Świderski 6 (1,0,2,3,0) 3. Žagar 3 (w,2,0,1) 4. Sundström 5 (2,1,1,1) 5. Iversen 14 (3,3,2,3,3) 6. Cyfer 5 (1,1,3) 7. Zmarzlik 7 (3,1,1,2) | Arena Częstochowa Widzów: 8 000 Sędzia: Piotr Lis |

| 9 runda 22 czerwca 2014 | Stal Gorzów Wielkopolski | 50:29 | SPAR Falubaz Zielona Góra | Stadion im. Edwarda Jancarza Widzów: 14 500 Sędzia: Piotr Lis |
| 9 runda 22 czerwca 2014 | 9. Kasprzak 13 (3,3,3,1,3) 10. Sundström 1 (0,1,–,–) 11. Świderski 6 (0,1,2,2,1) 12. Žagar 7 (3,2,1,t,1) 13. Iversen 8 (2,3,0,u,3) 14. Cyfer 3 (2,0,1,w) 15. Zmarzlik 12 (3,3,1,2,3) | 50:29 | 1. Dudek 11 (1,3,2,3,2,0) 2. K. Jabłoński 2 (2,0,–,–) 3. Łoktajew 8 (2,2,3,0,1,u) 4. Jonsson 5 (1,1,1,2) 5. Hampel 13 (1,2,3,2,3,2) 6. Adamczewski 1 (1,u,0,u) 7. Zgardziński 0 (d,d,–) | Stadion im. Edwarda Jancarza Widzów: 14 500 Sędzia: Piotr Lis |

| 10 runda 17 lipca 2014 | Stal Gorzów Wielkopolski | 53:37 | Unibax Toruń | Stadion im. Edwarda Jancarza Widzów: 12 000 Sędzia: Wojciech Grodzki |
| 10 runda 17 lipca 2014 | 9. Kasprzak 14 (2,3,3,3,3) 10. Gapiński 4 (1,1,1,1) 11. Žagar 10 (1,3,3,1,2) 12. Świderski 1 (0,1,0,–) 13. Iversen 13 (3,3,3,3,1) 14. Cyfer 2 (2,0,0) 15. Zmarzlik 9 (3,2,1,2,1) | 53:37 | 1. Sajfutdinow 8 (3,2,0,d,3,0) 2. Kułakow 0 (d,w,–,–) 3. Ward 12 (2,2,2,2,2,2) 4. Miedziński 5 (3,1,0,1,0) 5. T. Gollob 0 (d,–,–,–) 6. Przedpełski 9 (w,2,2,0,2,3) 7. O. Fajfer 3 (1,1,1,w) | Stadion im. Edwarda Jancarza Widzów: 12 000 Sędzia: Wojciech Grodzki |

| 11 runda 3 sierpnia 2014 | Renault Zdunek Wybrzeże Gdańsk | 27:63 | Stal Gorzów Wielkopolski | Stadion im. Zbigniewa Podleckiego Widzów: 2 500 Sędzia: Artur Kuśmierz |
| 11 runda 3 sierpnia 2014 | 9. Madsen 10 (2,3,3,2,–) 10. Mroczka 1 (0,0,0,1) 11. Gafurow 4 (t,1,0,2,1) 12. Szymko 3 (2,0,1,0,0) 13. Lindgren 4 (2,1,1,0,–) 14. Kossakowski 3 (1,1,0,1,0) 15. Beśko 2 (0,1,0,1) | 27:63 | 1. Kasprzak 9 (1,2,3,3) 2. Świderski 13 (3,3,2,2,3) 3. Žagar 9 (3,2,1,3,–) 4. Gapiński 9 (0,3,2,1,3) 5. Iversen 11 (3,2,3,3,–) 6. Cyfer 5 (2,1,0,2) 7. Zmarzlik 7 (3,d,2,2) | Stadion im. Zbigniewa Podleckiego Widzów: 2 500 Sędzia: Artur Kuśmierz |

| 12 runda 10 sierpnia 2014 | Stal Gorzów Wielkopolski | 42:48 | Grupa Azoty Unia Tarnów | Stadion im. Edwarda Jancarza Widzów: 13 000 Sędzia: Krzysztof Meyze |
| 12 runda 10 sierpnia 2014 | 9. Kasprzak 16 (2,3,2,3,3,3) 10. Świderski 2 (1,d,1,0) 11. Žagar 7 (2,3,2,0,0) 12. Gapiński 2 (1,0,1,–) 13. Iversen 7 (2,2,1,1,1) 14. Cyfer 1 (1,0,–) 15. Zmarzlik 7 (2,3,0,2,d) | 42:48 | 1. Vaculík 9 (0,2,2,3,2) 2. Buczkowski 10 (3,1,3,2,1) 3. A. Łaguta 1 (0,1,0,–) 4. Hancock 13 (3,3,3,2,2) 5. Kołodziej 7 (1,2,3,1,0) 6. K. Gomólski 8 (3,1,3,1) 7. Borowicz 0 (d,0,d) | Stadion im. Edwarda Jancarza Widzów: 13 000 Sędzia: Krzysztof Meyze |

| 13 runda 24 sierpnia 2014 | Fogo Unia Leszno | 45:45 | Stal Gorzów Wielkopolski | Stadion im. Alfreda Smoczyka Widzów: 9 000 Sędzia: Artur Kuśmierz |
| 13 runda 24 sierpnia 2014 | 9. Musielak 6 (3,0,3,t) 10. Baliński 3 (1,1,1,–) 11. Zengota 9 (3,2,1,1,2) 12. Bjerre 6 (2,3,0,1,0) 13. Michelsen 6 (0,2,2,2,0) 14. Pi. Pawlicki 14 (3,3,3,3,2) 15. Smektała 1 (0,1,0,0) | 45:45 | 1. Kasprzak 10 (d,1,3,2,3,1) 2. Świderski 3 (2,0,1,0) 3. Žagar 6 (1,1,0,1,3) 4. Sundström 0 (0,0,–,–) 5. Iversen 13 (3,2,3,2,3) 6. Cyfer 1 (1,–,0) 7. Zmarzlik 12 (2,2,3,2,2,1) | Stadion im. Alfreda Smoczyka Widzów: 9 000 Sędzia: Artur Kuśmierz |

| 14 runda 7 września 2014 | Stal Gorzów Wielkopolski | 57:33 | Betard Sparta Wrocław | Stadion im. Edwarda Jancarza Widzów: 10 500 Sędzia: Leszek Demski |
| 14 runda 7 września 2014 | 9. Kasprzak 11 (2,3,3,2,1) 10. Sundström 4 (0,2,0,2,0) 11. Žagar 14 (3,2,3,3,3) 12. Kaczmarek ns (–,–,–,–) 13. Świderski 6 (2,w,1,d,3) 14. Cyfer 8 (2,1,3,1,1) 15. Zmarzlik 14 (3,3,3,2,3) | 57:33 | 1. Batchelor 9 (3,1,3,2,0) 2. Suchecki 2 (1,0,0,1) 3. Janowski 8 (0,1,2,3,2) 4. Jędrzejak 7 (2,2,1,0,2) 5. Pavlic 5 (1,0,2,1,1) 6. Dolny 2 (1,1,0,0) 7. Malitowski 0 (0,0,–) | Stadion im. Edwarda Jancarza Widzów: 10 500 Sędzia: Leszek Demski |

| 15 runda 14 września 2014 | SPAR Falubaz Zielona Góra | 49:41 | Stal Gorzów Wielkopolski | Stadion żużlowy w Zielonej Górze Widzów: 11 000 Sędzia: Leszek Demski |
| 15 runda 14 września 2014 | 9. Hampel 11 (1,2,3,2,3) 10. Łoktajew 4 (0,0,2,2,0) 11. Jonsson 13 (2,3,3,2,3) 12. Bech 3 (1,t,2,0) 13. Protasiewicz 9 (2,3,1,3,w) 14. Strzelec 4 (3,1,0) 15. Adamczewski 5 (2,0,1,2) | 49:41 | 1. Kasprzak 17 (3,3,2,3,1,3,2) 2. Sundström 2 (2,0,0,–) 3. Žagar 9 (0,2,1,0,3,2,1) 4. Iversen ZZ 5. Świderski 3 (1,1,1,–) 6. Cyfer 7 (1,3,1,1,1) 7. Zmarzlik 3 (0,3,0,0,d) | Stadion żużlowy w Zielonej Górze Widzów: 11 000 Sędzia: Leszek Demski |

| 16 runda 24 września 2014 | Stal Gorzów Wielkopolski | 62:28 | SPAR Falubaz Zielona Góra | Stadion im. Edwarda Jancarza Widzów: 10 000 Sędzia: Jerzy Najwer |
| 16 runda 24 września 2014 | 9. Kasprzak 14 (2,3,2,3,2,2) 10. Sundström 10 (1,3,2,3,1) 11. Žagar 11 (2,0,2,3,3,1) 12. Iversen ZZ 13. Świderski 5 (2,3,0,0) 14. Cyfer 5 (2,2,1) 15. Zmarzlik 17 (3,3,3,2,3,3) | 62:28 | 1. Jonsson 13 (3,2,1,2,2,3) 2. Łoktajew 6 (0,1,3,1,1,0) 3. Protasiewicz 1 (0,d,1,–) 4. Bech 4 (1,1,0,0,2) 5. Hampel 2 (0,1,–,1) 6. Adamczewski 2 (1,1,t,0,0) 7. Strzelec 0 (0,–,0) | Stadion im. Edwarda Jancarza Widzów: 10 000 Sędzia: Jerzy Najwer |

| 17 runda 28 września 2014 | Fogo Unia Leszno | 46:44 | Stal Gorzów Wielkopolski | Stadion im. Alfreda Smoczyka Widzów: 17 000 Sędzia: Jerzy Najwer |
| 17 runda 28 września 2014 | 9. N. Pedersen 9 (2,3,1,3,d) 10. Baliński 1 (1,0,–,–) 11. Zengota 7 (1,2,1,3,d) 12. Prz. Pawlicki 14 (2,3,2,3,2,2) 13. Bjerre 7 (2,2,1,2) 14. Pi. Pawlicki 6 (1,1,0,2,2) 15. Musielak 2 (2,0,0) | 46:44 | 1. Kasprzak 10 (3,3,w,2,1,1) 2. Sundström 5 (0,1,3,1) 3. Žagar 6 (0,3,2,0,0,1) 4. Iversen ZZ 5. Świderski 3 (1,1,0,1) 6. Cyfer 2 (0,2,0) 7. Zmarzlik 18 (3,3,0,3,3,3,3) | Stadion im. Alfreda Smoczyka Widzów: 17 000 Sędzia: Jerzy Najwer |

| 18 runda 5 października 2014 | Stal Gorzów Wielkopolski | 49:41 | Fogo Unia Leszno | Stadion im. Edwarda Jancarza Widzów: 15 000 Sędzia: Leszek Demski |
| 18 runda 5 października 2014 | 9. Kasprzak 11 (3,2,1,3,2) 10. Sundström 10 (1,3,2,3,1) 11. Žagar 12 (3,2,3,3,1,0) 12. Iversen ZZ 13. Świderski 1 (1,d,–,–,d) 14. Cyfer 4 (1,1,1,1,0) 15. Zmarzlik 11 (3,3,1,3,w,1) | 49:41 | 1. Michelsen 0 (w,–,–,–) 2. N. Pedersen 7 (2,0,2,0,3) 3. Zengota 8 (1,2,1,–,1,3) 4. Bjerre 3 (0,3,0,–) 5. Prz. Pawlicki 6 (0,w,1,3,2) 6. Pi. Pawlicki 1 (t,3,2,2,2,2) 7. Musielak 6 (2,2,u,2,0) | Stadion im. Edwarda Jancarza Widzów: 15 000 Sędzia: Leszek Demski |

### Bilans meczów
| Runda    | 1 | 2 | 3 | 4 | 5 | 6 | 7 | 8 | 9 | 10 | 11 | 12 | 13 | 14 | 15 | 16 | 17 | 18 |
| Miejsce  | W | D | W | D | W | W | D | W | D | D  | W  | D  | W  | D  | W  | D  | W  | D  |
| Rezultat | Z | Z | P | Z | P | P | Z | Z | Z | Z  | Z  | P  | R  | Z  | P  | Z  | P  | Z  |
| Pozycja  | 2 | 2 | 3 | 2 | 3 | 3 | 3 | 3 | 3 | 2  | 2  | 2  | 2  | 2  | 3  | 2  | 2  | 1  |

Legenda:       runda zasadnicza: kolejki 1–14;       play-off: kolejki 15–18;       1. miejsce;       2. miejsce;       3. miejsce;       baraż o prawo startu w ekstralidze w 2015 roku;       spadek
D – mecz rozgrywany u siebie; W – mecz rozgrywany na wyjeździe; Z – zwycięstwo; P – przegrana; R – remis